# Eliya VI.

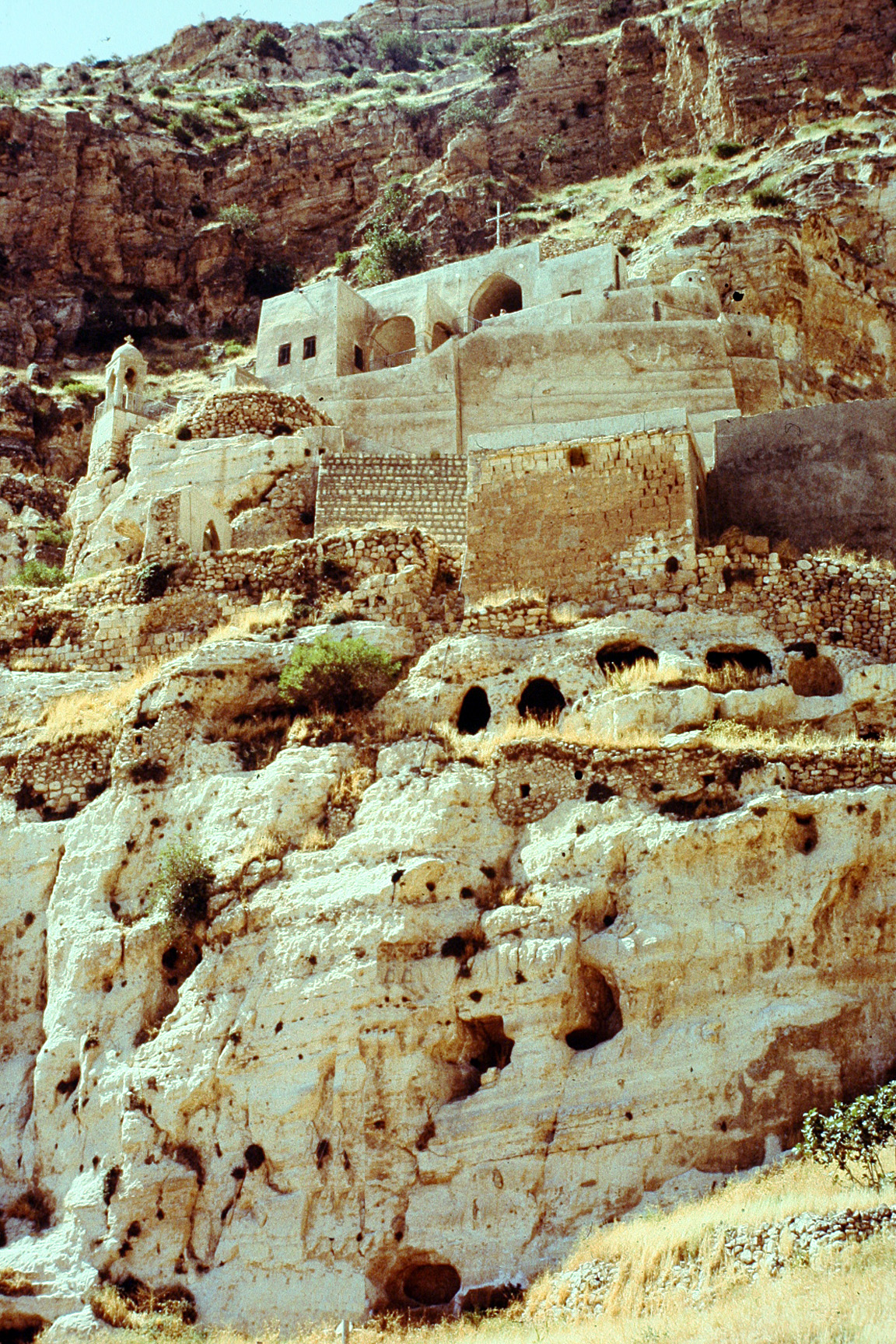
Das antike Rabban Hormizd, die frühere Residenz des Patriarchen der Church of the East.

Eliya VI (ܐܠܝܐ / Elīyā, † 26. Mai 1591) war von 1558 bis 1591 Patriarch (Katholikos) der Kirche des Ostens mit Wohnsitz im Kloster Rabban Hormizd in der Nähe von Alqosch im heutigen Irak. Ältere Historiker bezeichnen ihn noch als „Eliya VI“, aber später wurde er als „Eliya VII“ geführt, weil man glaubt, das in der Periode von 1558 bis 1591 zwei Patriarchen in Folge den Namen „Eliya“ trugen (der erste 1558–1576 und der zweite 1576–1591). Nach der Auswertung verschiedener chronologischer Rätsel wird er heute wieder als Eliya VI. geführt,

## Leben
Eliya war der jüngere Neffe von Patriarch Shemun VII. Ishoyahb (1539–1558). Eliyas älterer Bruder Hnanishoʿ war ursprünglich als Nachfolger vorgesehen gewesen, aber Hnanishoʿ verstarb vorzeitig und Patriarch Shemon VII bestimmte as Nachfolger seinen damals fünfzehnjährigen Neffen Eliya. Er wurde damit natar kursya (designierter Nachfolger) für das Patriarchenamt. 1545 wurde Eliya zum Metropoliten geweiht. Sein Onkel verstarb am 1. November 1558 und Eliya wurde Patriarch „des ganzen Ostens“. Während seiner Amtszeit von 1558 bis 1591 bewahrte die Kirche des Ostens ihre traditionelle Christologie und kirchliche Unabhängigkeit. Er starb am 26. Mai 1591 und wurde im Rabban Hormizd-Kloster beigesetzt. Sein Nachfolger wurde Eliya VII.